# Confederación Republicana de Acción Cívica de Obreros y Empleados de Chile
La Confederación Republicana de Acción Cívica de Obreros y Empleados de Chile (CRAC) fue un movimiento político chileno existente entre 1929 y 1931. Estaba conformado por elementos de tendencias de izquierda defensores de los intereses obreros y laborales, y apoyó al primer gobierno de Carlos Ibáñez del Campo.

## Historia

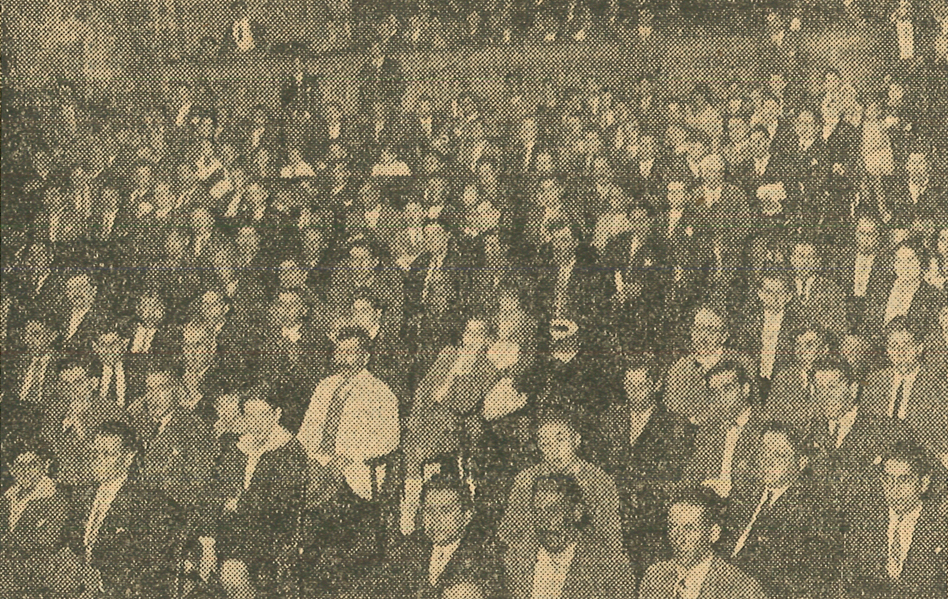
Instauración de la CRAC el 8 de diciembre de 1929.

Se formó el 8 de diciembre de 1929, y estaba conformado principalmente por obreros y empleados públicos, ferroviarios, asalariados, sindicalistas, anarquistas y trabajadores en general, agrupados bajo consignas libertarias, progresistas, democráticas y, en gran medida, corporativistas, como muchos de los sectores que apoyaron el   primer gobierno de Carlos Ibáñez del Campo.
La Confederación Republicana de Acción Cívica (CRAC), aliada del régimen de Carlos Ibáñez del Campo, jugó un papel clave en la implementación de fuertes medidas de censura y control de los medios de comunicación en Chile. Bajo el gobierno autoritario de Ibáñez (1927-1931), la prensa crítica fue reprimida, con numerosos periódicos opositores cerrados y otros sometidos a vigilancia constante. La CRAC apoyó estas acciones, que buscaban silenciar la disidencia y consolidar el poder del régimen mediante la censura a medios independientes y la expropiación de publicaciones opositoras La CRAC fue parte del Congreso Termal de 1930, en el cual el gobierno de Ibáñez le otorgó a este conglomerado 14 cupos de diputados y solo 1 senador, cargo que mantuvo desde 1926 el senador de Tarapacá y Antofagasta Manuel Hidalgo Plaza.
Su fundador, Benjamín Claro Velasco, fue el principal líder de esta fuerza política. Aunque no accedió al Congreso, Claro fue el encargado de llevar a cabo las negociaciones con Ibáñez y los otros líderes de los partidos políticos de la época para la distribución del Congreso Termal.
La CRAC se extinguió tras la caída de Ibáñez en 1931.